# Бенеш, Вивьенн
Вивье́нн Бене́ш (англ. Vivienne Benesch; род. 1967, Нью-Йорк, Нью-Йорк) — американская актриса

, театральный режиссёр

 и кинорежиссёр

. 

## Ранние годы
Вивьенн Бенеш родилась в 1967 году в Нью-Йорке, штат Нью-Йорк, США. Имеет бельгийские корни по отцовской линии. Мать — Ева Бенеш (в девичестве Гольдшмидт). Есть сестра. Получила актёрское образование и степень магистра изящных искусств в Школе искусств Тиш, а также обучалась в Джульярдской школе.

## Карьера
В 2005 году Бенеш стала лауреатом премии «Obie» за роль в пьесе «Едем в Сент-Айвс». В 2007 году она появилась в лондонской постановке «Дамы из Дюбюка» и сыграла Ким О’Киф в комедии ужасов «Зубы». 
Бенеш была художественным руководителем театра «Chautauqua». С 2016 года — художественный руководитель театра «PlayMakers Repertory Company» в Северной Каролине, в рамках работы в котором фокусируется на популяризации работ женщин-драматургов через программу @PLAY.
В 2017 году стала лауреатом премии Зельды Фичандлером. В 2019 году дебютировала в качестве режиссёра, поставив комедию «Бесплодные усилия любви» в театре Фолджера. 
В 2022 году сняла фильм «Свечи на день рождения».

## Фильмография
| Год       |    | Русское название         | Оригинальное название | Роль                  |
| --------- | -- | ------------------------ | --------------------- | --------------------- |
| 1993—1996 | с  | Закон и порядок          | Law & Order           | Делия / Лори Франклин |
| 2000      | ф  | Футки с судьбой          | Trifling with Fate    | Удача                 |
| 2000      | с  | Секс в большом городе    | Sex and the City      | Мег                   |
| 2002      | с  | Женская бригада          | The Division          | Эва Лэнгтри           |
| 2003      | ф  | Американское великолепие | American Splendor     | Лана                  |
| 2004      | с  | Клиент всегда мёртв      | Six Feet Under        | Сюзанна Уитинг        |
| 2004      | тф | Рай                      | Paradise              | Элисон Пэрадайс       |
| 2007      | ф  | Зубы                     | Teeth                 | Ким О’Киф             |
| 2009      | ф  | Нежность                 | Tenderness            | Лиза Коменко          |
| 2011      | с  | Хорошая жена             | The Good Wife         | Элайза Симански       |
| 2012      | с  | Схватка                  | Damages               | доктор Эллен          |